# 阿尔穆萨费斯
阿尔穆萨费斯（西班牙語：Almusafes），是西班牙巴伦西亚自治区巴伦西亚省的一个市镇。总面积11平方公里，总人口7070人（2001年），人口密度643人/平方公里。